# Remo en los Juegos Suramericanos de 2006
Las competiciones de Remo en los Juegos Suramericanos de 2006 se desarrollaron en la ciudad subsede Mar del Plata, en la Laguna de los Padres. Un total de 14 eventos se disputaron en estos juegos.

## Calendario
| Fecha                   | Hora  | Evento                                                |
| ----------------------- | ----- | ----------------------------------------------------- |
| 17 de noviembre de 2006 | 07:00 | Dos Remos Largos sin timonel Femenino                 |
| 17 de noviembre de 2006 | 07:15 | Un Par Remos Cortos peso Ligero Masculino             |
| 17 de noviembre de 2006 | 07:30 | Doble Par Remos Cortos Masculino                      |
| 17 de noviembre de 2006 | 07:45 | Un Par Remos Cortos peso Ligero Femenino              |
| 17 de noviembre de 2006 | 08:00 | Doble Par Remos Cortos peso Ligero Masculino          |
| 17 de noviembre de 2006 | 08:15 | Un Par Remos Cortos Abierto Masculino                 |
| 17 de noviembre de 2006 | 08:30 | Dos Remos Largos sin timonel Masculino                |
| 18 de noviembre de 2006 | 07:15 | Cuatro Pares Remos Cortos peso Ligero Masculino       |
| 18 de noviembre de 2006 | 07:30 | Cuatro Remos Largos sin timonel Masculino             |
| 18 de noviembre de 2006 | 07:45 | Dos Remos Largos sin timonel peso ligero Masculino    |
| 18 de noviembre de 2006 | 08:00 | Doble Par Remos Cortos peso ligero Femenino           |
| 18 de noviembre de 2006 | 08:15 | Un Par Remos Cortos Femenino                          |
| 18 de noviembre de 2006 | 08:30 | Cuatro Pares Remos Cortos Masculino                   |
| 18 de noviembre de 2006 | 08:45 | Cuatro Remos Largos sin timonel peso ligero Masculino |

## Resultados

### Masculino
| Evento                                   | Oro                                                                                             | Plata                                                                                           | Bronce                                                                                      |
| ---------------------------------------- | ----------------------------------------------------------------------------------------------- | ----------------------------------------------------------------------------------------------- | ------------------------------------------------------------------------------------------- |
| Un par de remos cortos peso ligero       | Víctor Aspillaga Perú 7:24.760                                                                  | Ronaldo Vargas Brasil 7:31.480                                                                  | Daniel Atero Chile 7:37.950                                                                 |
| Doble par de remos cortos peso ligero    | Brasil · José Sobral Júnior · Thiago Gomes                                                      | Uruguay · Rodolfo Collazo · Joe Reboledo                                                        | Argentina Juan Julián Abadie José Czcy                                                      |
| Dos remos largos sin timonel peso ligero | Argentina Nicolás Carrieri Carlo García Lauro 8:17.670                                          | Brasil · Gustavo Santos · Peter Pichnoff · 8:28.510                                             | Chile · Christian Yantani · Fernando Miralles · 8:43.740                                    |
| Cuatro pares remos cortos peso ligero    | Uruguay · Joe Reboledo · Rodolfo Collazo · Emiliano Dumestre · Ángel García Correale · 7:19.440 | Argentina Mariano Bajac Felipe Taglianut Juan Campassi Ramiro Mazeda 7:28.900                   | Perú · Víctor Aspillaga · Diego Mejía Petersen · Manuel Lama · Niko Kisic · 7:37.610        |
| Cuatro remos largos sin timonel          | Brasil · Henrique Motta · Alisson Araujo · Marcelo Santos · João Borges · 7:41.300              | Chile · Esteban González · Mauricio Cifuentes · Marcos Castañeda · Javier Godoy Post · 7:45.030 | No fue otorgada                                                                             |
| Un par de remos cortos                   | Ariel Suárez Argentina 7:09.00                                                                  | Leandro Salvagno Uruguay 7:11.00                                                                | Dhison Hernández Venezuela 7:16.00                                                          |
| Doble par de remos cortos                | Argentina Santiago Fernández Sebastián Fernández 6:37.270                                       | Brasil · Marcelus Silva · José Rangel · 6:38.850                                                | Uruguay · Germán Anchieri · Leandro Salvagno · 6:45.290                                     |
| Cuatro pares de remos cortos             | Argentina Alejandro Cucchietti Rodrigo Ruiz Martín Bonini Nicolás Sanchez 6:43.100              | Brasil · Leandro Tozzo · Gibran Cunha · Marcelo Santos · José Rangel · 6:52.000                 | Uruguay · Leandro Salvagno · Germán Archieri · Emanuel Bouvier · Rodolfo Collazo · 6:57.100 |
| Dos Remos Largos sin timonel Abierto     | Brasil · Allan Bitencourt · Anderson Nocetti · 6:44.570                                         | Chile · Christian Yantani · Fernando Miralles · 6:52.920                                        | No fue otorgada                                                                             |
| Cuatro remos largos sin timonel          | Argentina Horacio Sicilia Martino Víctor Claus Joaquín Iwan Gerardo Martínez 7:14.310           | Brasil · Allan Bitencourt · Anderson Nocetti · Gibran Cunha · Leandro Tozzo · 7:22.600          | No fue otorgada                                                                             |

### Femenino
| Evento                             | Oro                                                   | Plata                                               | Bronce                                               |
| ---------------------------------- | ----------------------------------------------------- | --------------------------------------------------- | ---------------------------------------------------- |
| Un par de remos Cortos peso ligero | Ana Santoyo Venezuela 8:19.350                        | Pamela Linco Chile 8:19.550                         | Camila Carvalho Brasil 8:23.390                      |
| Doble par de remos cortos          | Argentina Maria Clara Rohner Lorena Bembibre 9:21.320 | Brasil · Luciana Granato · Ana Pallassao · 9:43.590 | Chile · Macarena Beroiza · Paola Taladriz · 9:44.280 |
| Un par de remos cortos peso ligero | Soraya Jadue Chile 9:43.700                           | María Best Argentina 9:52.390                       | No fue otorgada                                      |
| Dos Remos Largos sin timonel       | Chile · Soraya Jadue · María José Orellana · 7:46.290 | Argentina María Abalo Lucía Palermo 7:50.140        | Brasil · Fabiana Beltrame · Kissya Costa · 7:58.100  |

## Medallero
| Núm.  | País            | Oro | Plata | Bronce | Total |
| ----- | --------------- | --- | ----- | ------ | ----- |
| 1     | Argentina (ARG) | 6   | 3     | 1      | 10    |
| 2     | Brasil (BRA)    | 3   | 6     | 2      | 11    |
| 3     | Chile (CHI)     | 2   | 3     | 3      | 8     |
| 4     | Uruguay (URU)   | 1   | 2     | 2      | 5     |
| 5     | Perú (PER)      | 1   | 0     | 1      | 2     |
| 5     | Venezuela (VEN) | 1   | 0     | 1      | 2     |
| Total | Total           | 14  | 14    | 10     | 38    |

- País anfitrión resaltado

## Controversias
Los miembros del equipo argentino de remo denunciaron a los dirigentes de la Asociación local de remo de Argentina por su "gestión poco seria" con la selección y reclamaron su renuncia masiva, además de la del seleccionador Raúl Abadie.
Las denuncias contra Abadie comenzaron el 17 de noviembre, cuando los hermanos Sebastián y Santiago Fernández, ganadores del oro en doble par, aseguraron que el entrenador hizo "lo imposible" para evitar que participaran en los Juegos. También, se expresaron denuncias de problemas internos dentro del equipo argentino con su entrenador.